# Bernhard Philberth
Bernhard Josef Philberth (* 26. März 1927 in Traunstein; † 8. August 2010 in Melbourne, Australien) war ein deutscher Physiker, Techniker, Autor von Sachbüchern und katholischer Priester.

## Leben und Werk
Philberth wurde als Sohn von Josef Philberth und seiner Frau Klara (geb. Wolf) geboren. Er war der ältere Bruder von Karl Philberth. Bernhard studierte Physik an der Universität München und wurde dort 1950 graduiert. Bereits Anfang der 1960er Jahre gehört er zu den führenden jungen Männern der internationalen Atomforschung und veröffentlichte Untersuchungen zur Beseitigung radioaktiver Abfallsubstanzen.
Zusammen mit seinem Bruder gehörte er zahlreichen wissenschaftlichen Gesellschaften an, unter anderen der Akademie der Wissenschaften von Besançon, der Internationalen Glaziologischen Gesellschaft, London, und der Physikalischen Gesellschaft Japans an.
Die Philberth-Brüder gehörten zu den Initiatoren der ersten Umweltgesetze in Deutschland, insbesondere hinsichtlich der Steuergesetzgebung und des Benzinbleigesetzes. Gemeinsam mit seinem Bruder hielt er über 100 Patente an technischen Erfindungen und gehörte mit seinen Vorschlägen zur Mineralölbesteuerung zu den Vorreitern der Umweltgesetzgebung in Deutschland.
Am 3. Juli 1972 wurde er zusammen mit seinem Bruder Karl durch Bischof Rudolf Graber in Regensburg zum katholischen Priester geweiht. In seinen Büchern versuchte er einen Einklang zwischen der modernen Physik und den christlichen Vorstellungen von der Schöpfung und der Welt herzustellen. Dabei diskutierte er auch aktuelle Probleme wie das Wettrüsten mit Kernwaffen. Seine theoretischen Überlegungen wurden von Bruder Karl mathematisch formuliert, so entstand zum Beispiel die Buchveröffentlichung Das All in gemeinsamer Arbeit. Philberth hatte auch mystische Erlebnisse, zu denen er in der Buchausgabe Ein Wissenschaftler erlebt Gott Stellung bezieht.
1956 vertrat er die Ansicht man solle Atommüll über dem Festeis auf der Antarktis oder Grönlands "wie Bomben" abwerfen. Schon beim Aufprall würden sie 10 bis 20 Meter einsinken und weiter durch die Abwärme beim radioaktiven Zerfall tiefer sinken. Gleichzeitig würde das Schmelzwasser wieder gefrieren und sie seien "für mindestens 20.000 Jahre sicher gelagert". Diese Pläne stellte er auch im damaligen Atomministerium vor, wo sie nicht weiter verfolgt wurden.

## Schriften
- Strukturen der Schöpfung – Anfang und Ende des Weltalls. In: Das Fundament. Jahrgang 69, 1 – II 1972, S. 10–12.
- Christliche Prophetie und Nuklearenergie. 10. Auflage. Christiana-Verlag, Stein am Rhein 1981, ISBN 3-7171-0182-X.
- Überleben ohne Erfindungen?: Deutschland verstösst seine Erfinder. Christiana-Verlag, Stein am Rhein 1983, ISBN 3-7171-0846-8.
- Atomenergie und Kirche. (= Oekumenische Texte und Studien, Band 23). Oekumenischer Verlag Dr. R.-F. Edel, Marburg 1985.
- Der Dreieine. Die Struktur der Schöpfung. 7. Auflage. Christiana-Verlag, Stein am Rhein 1987, ISBN 3-7171-0183-8.
- Das All. Physik des Kosmos. 2. Auflage. Christiana-Verl., Stein a. Rh. 1994, ISBN 3-7171-0821-2.
- Offenbarung. BAC Australia, Plumpton 1994, ISBN 0-646-20838-1.
- Der Souverän. BAC Australia, Plumpton 1997, ISBN 0-646-33833-1.